# North Laurel
North Laurel és una concentració de població designada pel cens dels Estats Units a l'estat de Maryland. Segons el cens del 2000 tenia 20.468 habitants.

## Demografia
Segons el cens del 2000, North Laurel tenia 20.468 habitants, 7.235 habitatges, i 5.281 famílies. La densitat de població era de 774,8 habitants per km².
Dels 7.235 habitatges en un 43,3% hi vivien nens de menys de 18 anys, en un 57,7% hi vivien parelles casades, en un 10,9% dones solteres, i en un 27% no eren unitats familiars. En el 19,2% dels habitatges hi vivien persones soles el 2,6% de les quals corresponia a persones de 65 anys o més que vivien soles. El nombre mitjà de persones vivint en cada habitatge era de 2,82 i el nombre mitjà de persones que vivien en cada família era de 3,27.
Per edats la població es repartia de la següent manera: un 29,9% tenia menys de 18 anys, un 7,5% entre 18 i 24, un 37,6% entre 25 i 44, un 20,3% de 45 a 60 i un 4,8% 65 anys o més.
L'edat mediana era de 33 anys. Per cada 100 dones de 18 o més anys hi havia 94,5 homes.
La renda mediana per habitatge era de 66.836 $ i la renda mediana per família de 75.068 $. Els homes tenien una renda mediana de 48.043 $ mentre que les dones 35.149 $. La renda per capita de la població era de 27.991 $. Entorn del 2,5% de les famílies i el 3,4% de la població estaven per davall del llindar de pobresa.

## Poblacions més properes
El següent diagrama mostra les poblacions més properes.